# Mangaratu
Mangaratu é um distrito do município brasileiro de Nova Granada, que integra a Região Metropolitana de São José do Rio Preto, no interior do estado de São Paulo.

## História

### Formação administrativa
- Distrito policial de Tejo Grande criado em 13/09/1927 no município de Nova Granada[3].
- Distrito de Mangaratu criado pela Lei nº 2.407 de 30/12/1929, com sede no distrito policial de Tejo Grande[4][5].

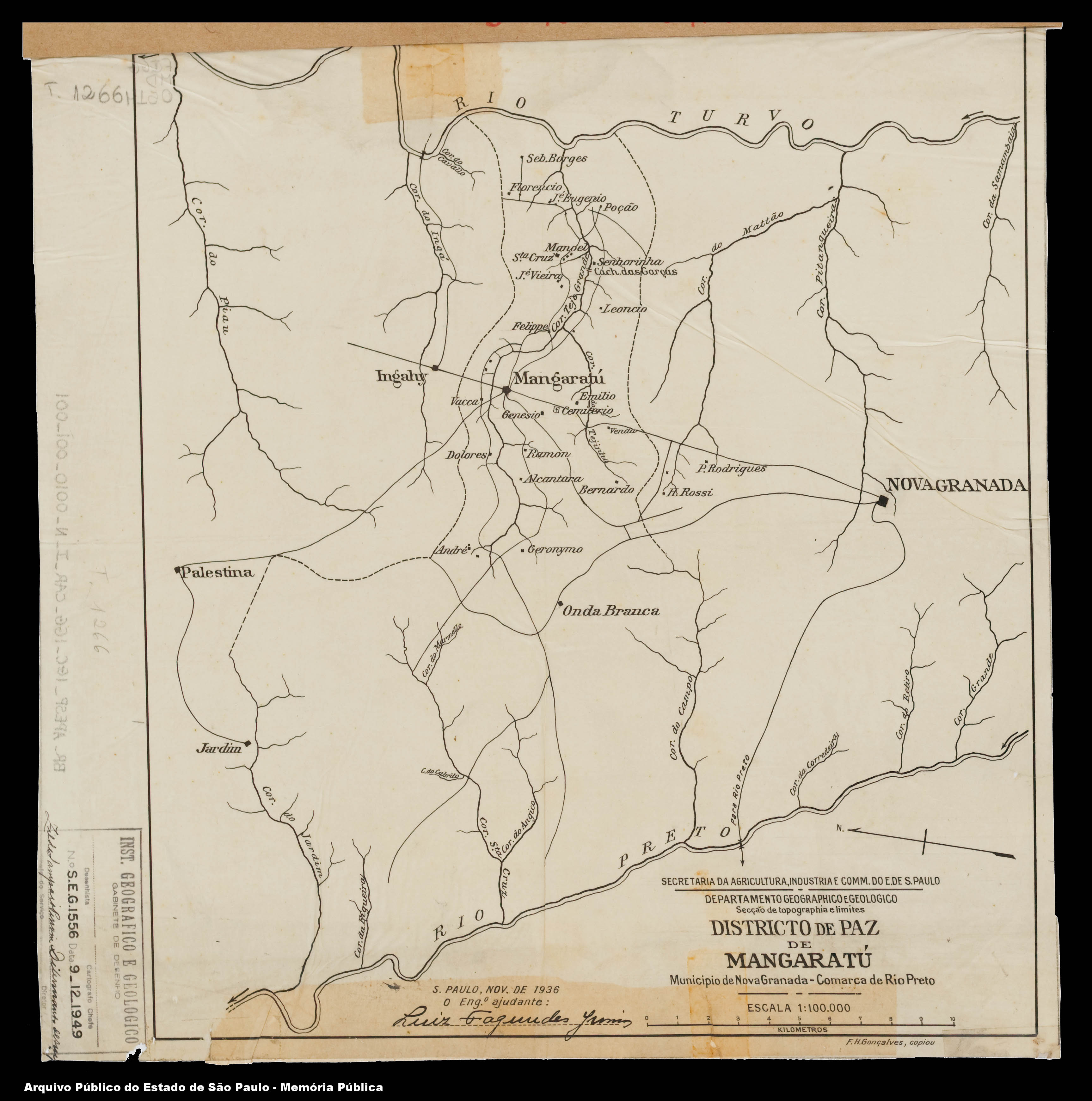
Planta do distrito de Mangaratu (1936).

- O Decreto nº 10.116 de 14/04/1939 criando a zona de Onda Branca dividiu o distrito em duas zonas: 1ª zona - Mangaratu e 2ª zona - Onda Branca[6].
- O Decreto-Lei nº 12.173 de 16/09/1941 fixa a vila de Mangaratu para sede do distrito de paz de igual nome, do município e comarca de Nova Granada[7].
- Pelo Decreto-Lei n° 14.334 de 30/11/1944 perdeu a 2ª zona - Onda Branca, que foi elevada à distrito[8].

## Geografia

### Demografia

#### População urbana
| Crescimento população urbana | Crescimento população urbana | Crescimento população urbana | Crescimento população urbana |
| Censo                        | Pop.                         |                              | %±                           |
| ---------------------------- | ---------------------------- | ---------------------------- | ---------------------------- |
| 1934                         | 265                          |                              |                              |
| 1940                         | 541                          |                              | 104,2%                       |
| 1950                         | 237                          |                              | −56,2%                       |
| 1960                         | 183                          |                              | −22,8%                       |
| 1970                         | 134                          |                              | −26,8%                       |
| 1980                         | 153                          |                              | 14,2%                        |
| 1991                         | 345                          |                              | 125,5%                       |
| 2000                         | 330                          |                              | −4,3%                        |
| 2010                         | 342                          |                              | 3,6%                         |
| 2022                         | 177                          |                              | −48,2%                       |
| Fonte: IBGE e Fundação SEADE |                              |                              |                              |

#### População total
Pelo Censo 2010 (IBGE) a população total do distrito era de 547 habitantes.

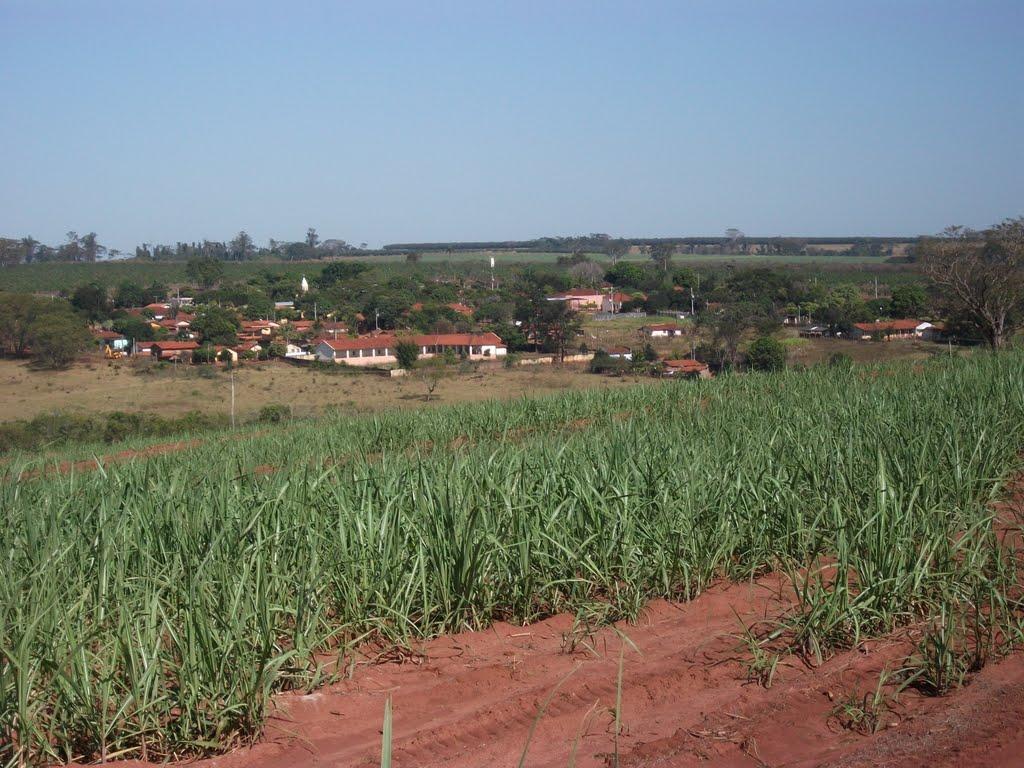
Vista do distrito.

### Área territorial
A área territorial do distrito é de 78,397 km².

### Rodovias
O principal acesso ao distrito é a estrada vicinal SP-423 - Mangaratu - Ingás.

### Hidrografia
- Córrego Tejo Grande, afluente do Rio Turvo.

## Serviços públicos

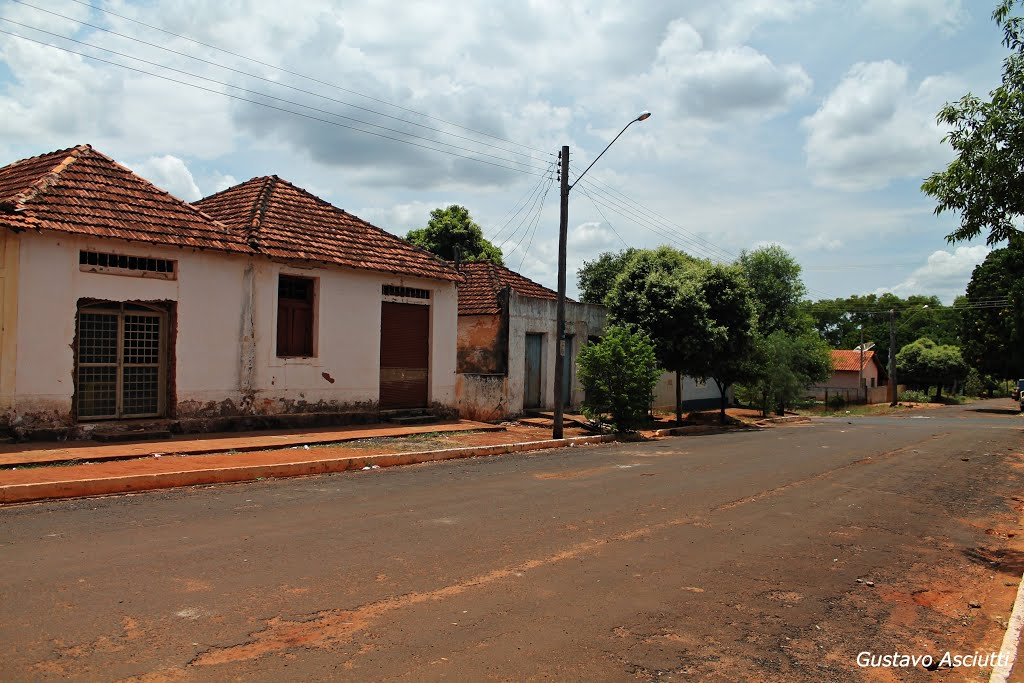
Aspecto local.

### Registro civil
Atualmente é feito na sede do município, pois o Cartório de Registro Civil das Pessoas Naturais do distrito foi extinto pelo  Tribunal de Justiça do Estado de São Paulo, e seu acervo foi recolhido ao cartório do distrito sede.

### Saneamento
O serviço de abastecimento de água é feito pela Companhia de Saneamento Básico do Estado de São Paulo (SABESP).

### Energia
A responsável pelo abastecimento de energia elétrica é a CPFL Paulista, distribuidora do grupo CPFL Energia.

## Religião
O Cristianismo se faz presente no distrito da seguinte forma:

### Igreja Católica
- A igreja faz parte da Diocese de São José do Rio Preto[20].